# Прилужна вулиця (Київ)
Прилу́жна ву́лиця — вулиця у Святошинському районі міста Києва, житловий масив Біличі. Пролягає від Чорнобильської вулиці до вулиці Миколи Ушакова. Розмежовує 10-й і 13-й мікрорайони Біличів.

## Історія
Вулиця виникла у 1-й половині XX століття під назвою Лугова. Сучасна назва з 1966 року.
Протягом 1980–90-х років вулиця була повністю перепланована та перебудована зі зміною напрямку пролягання (до перепланування пролягала з півдня на північ від Кутової вулиці до вулиці Дмитра Яворницького), тепер — зі сходу на захід).
Станом на 2011 рік збереглося щонайменше два будинки старої малоповерхової забудови вулиці (№№ 2 і 9), які знаходяться у дворах багатоповерхової забудови поблизу вулиці Академіка Єфремова та нагадують про історичне пролягання вулиці.

## Галерея

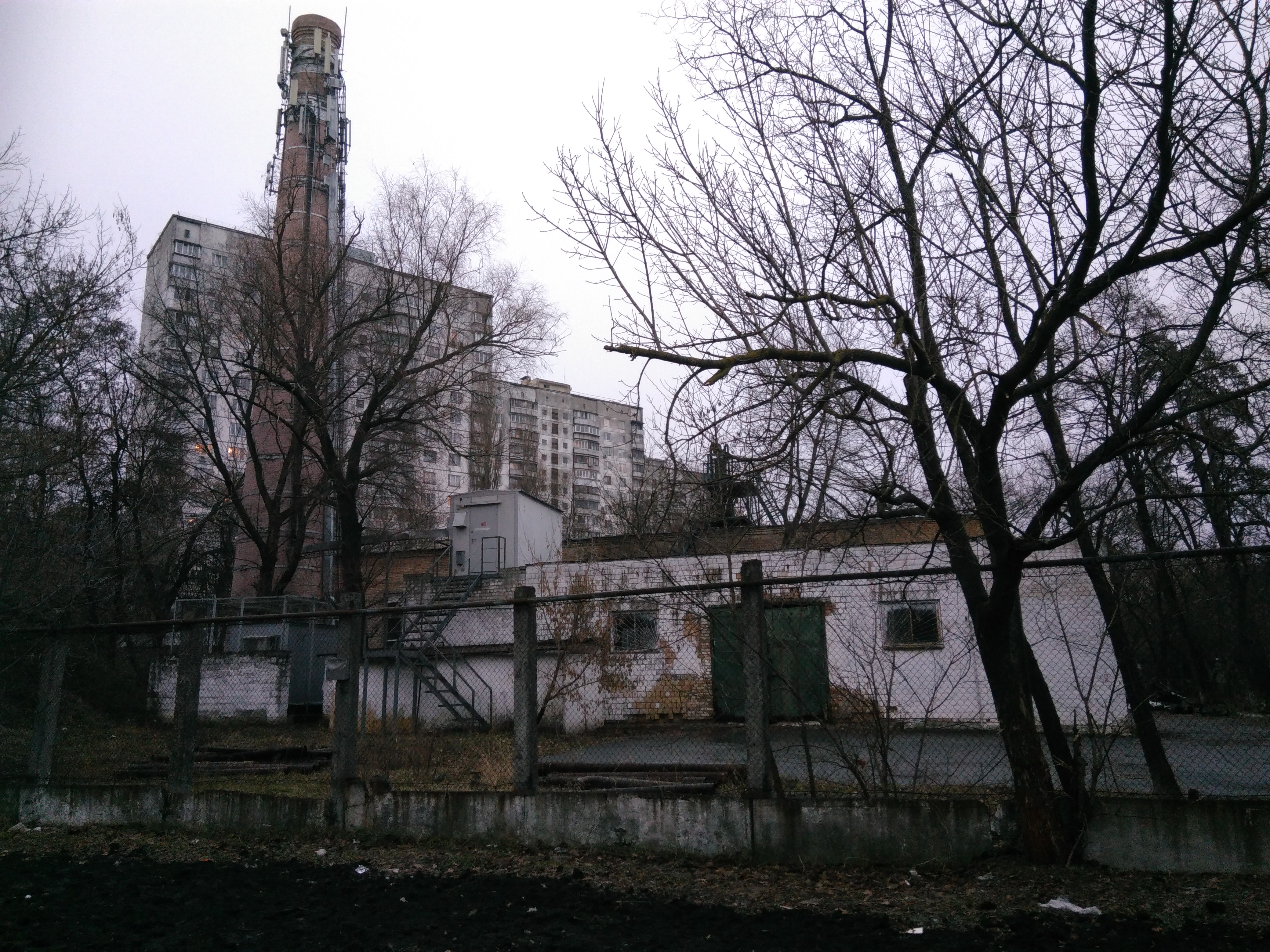
Труба з антенами мобільних операторів, непарна сторона вулиці
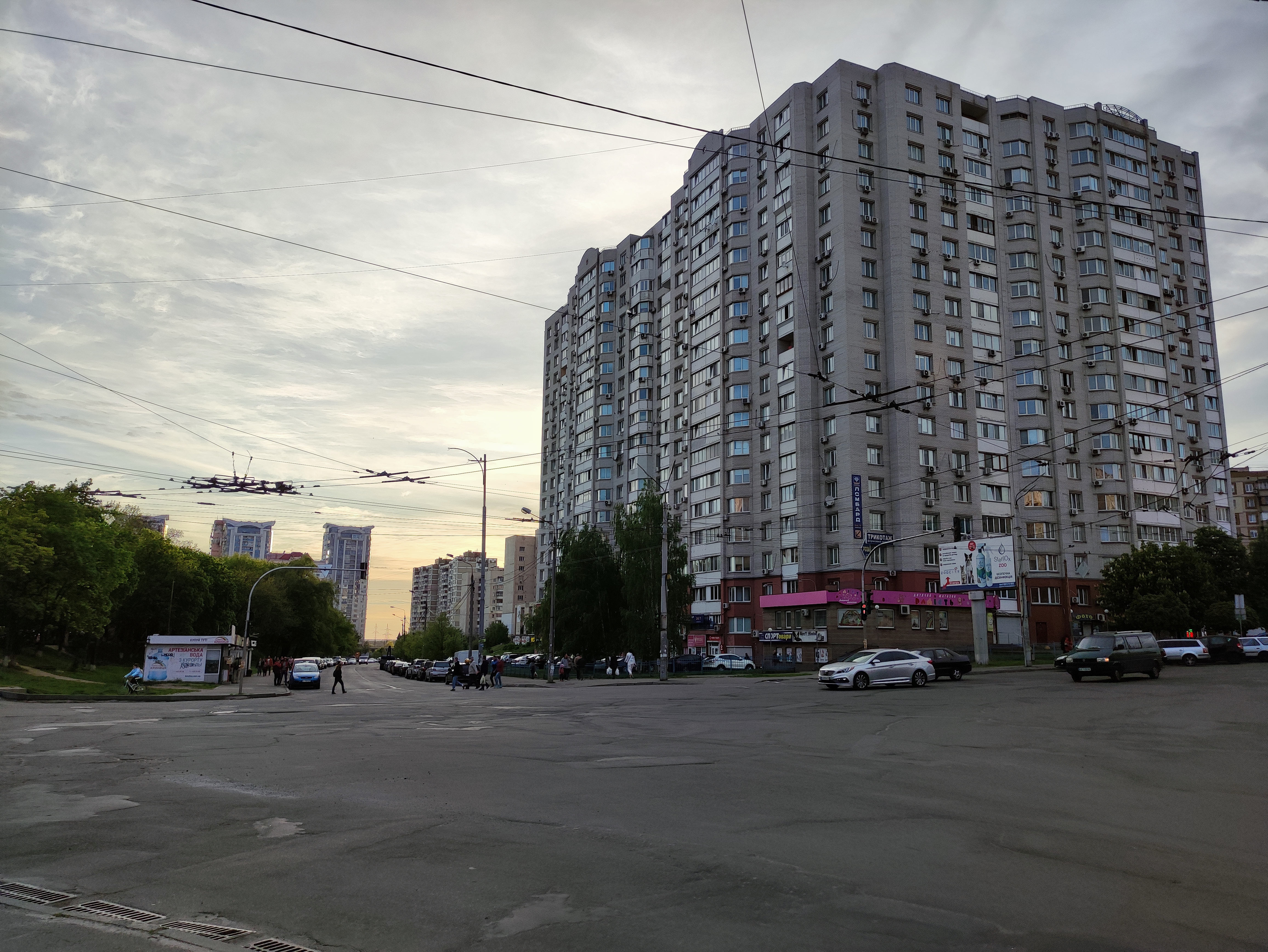
Вид з перехрестя з вулицею Чорнобильською
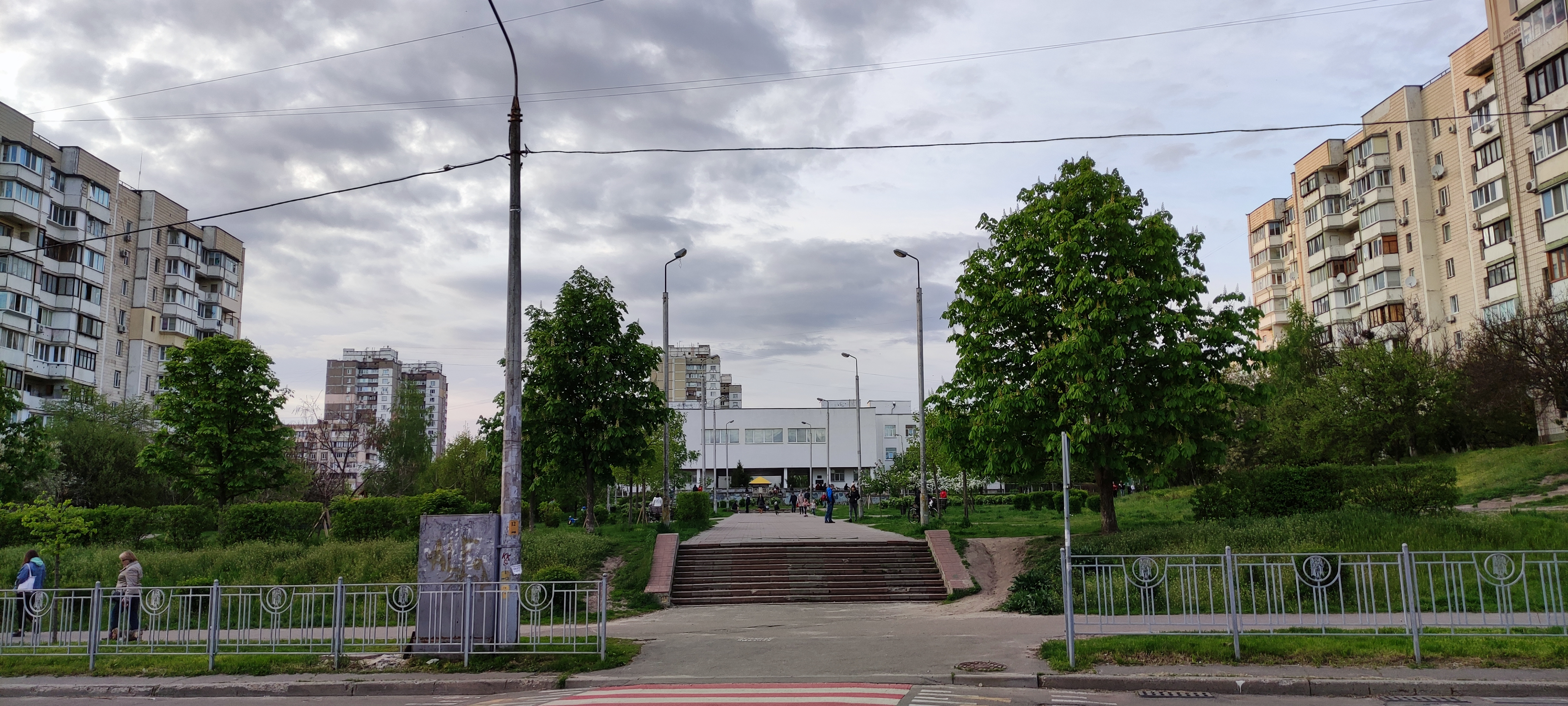
Вид з вулиці на сквер і школу № 304
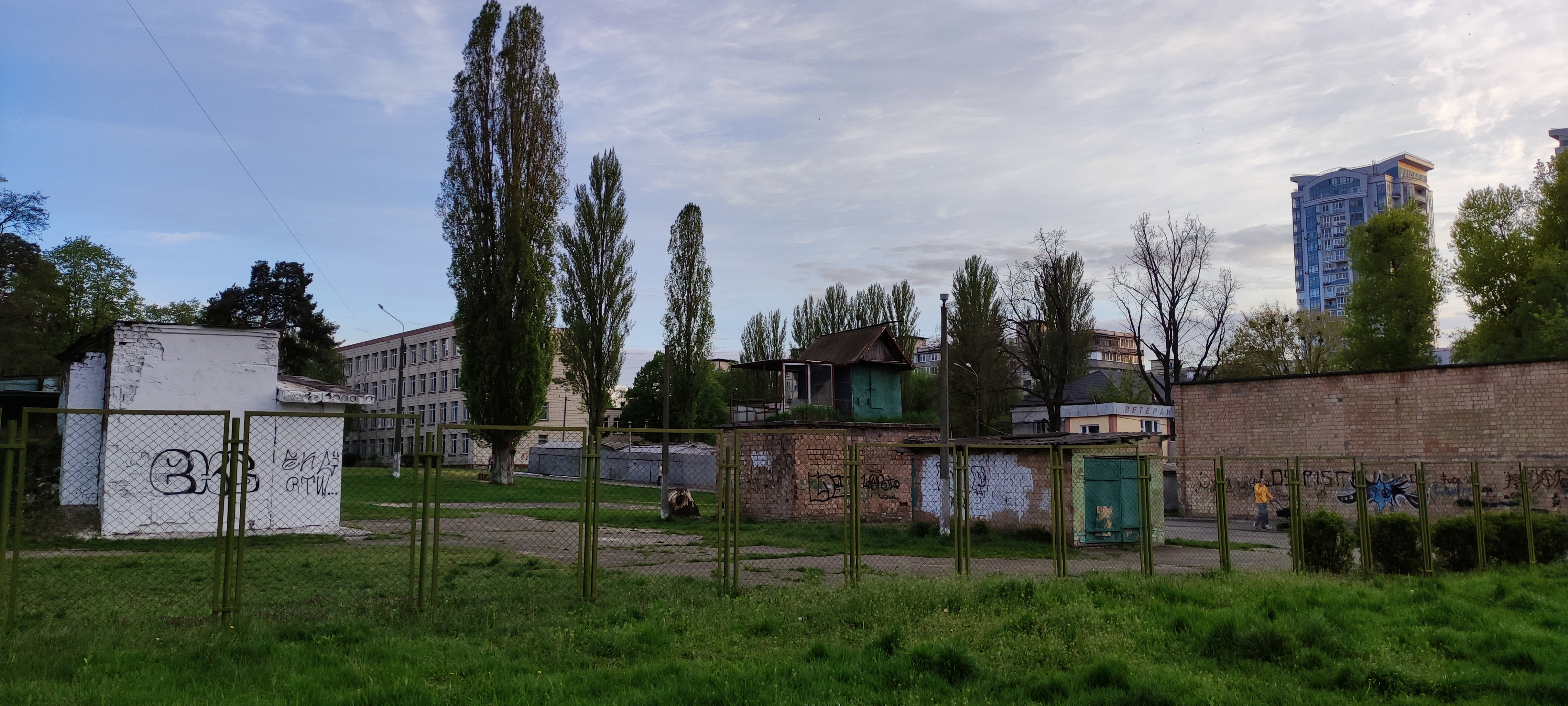
Вид на школу № 50, гаражний кооператив "Ветеран" і хмарочос комплексу Адмірал
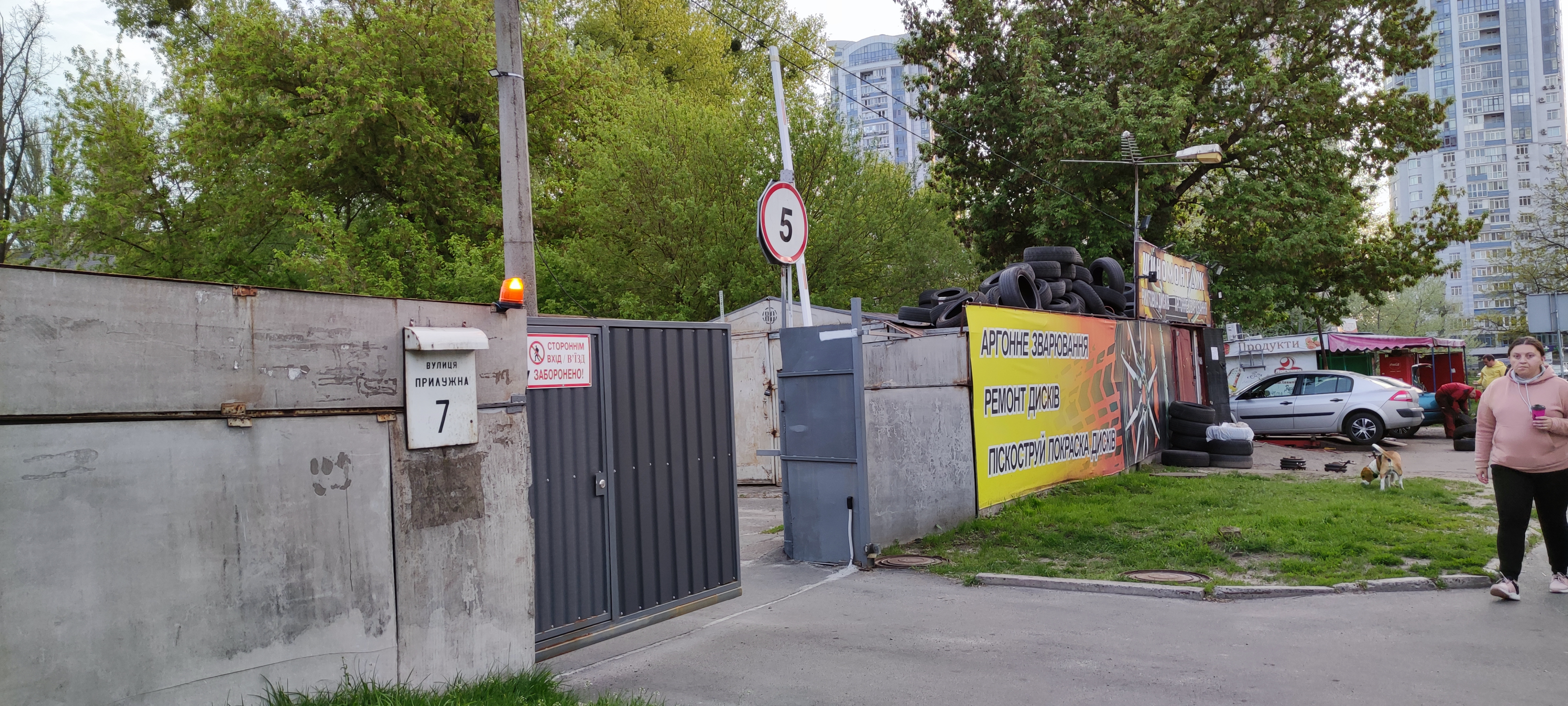
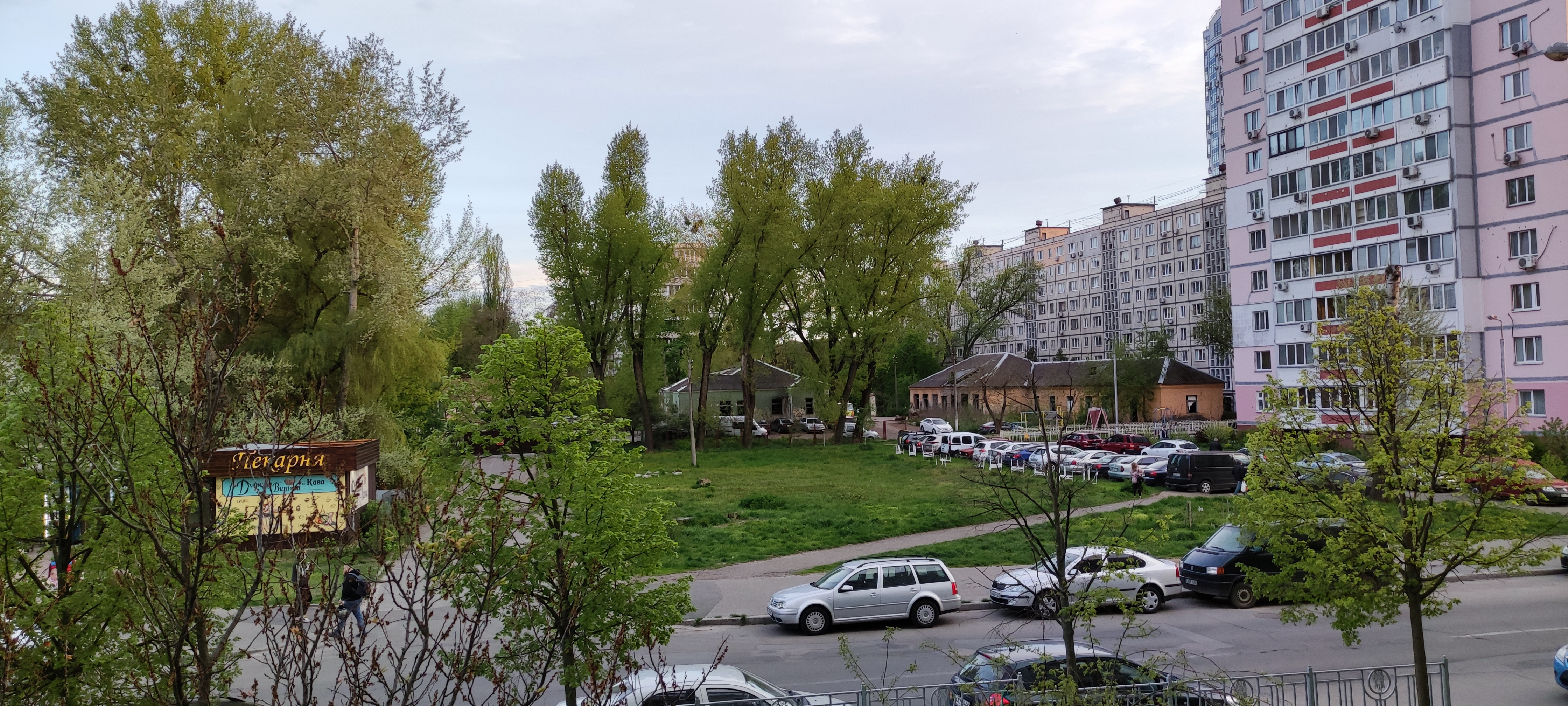
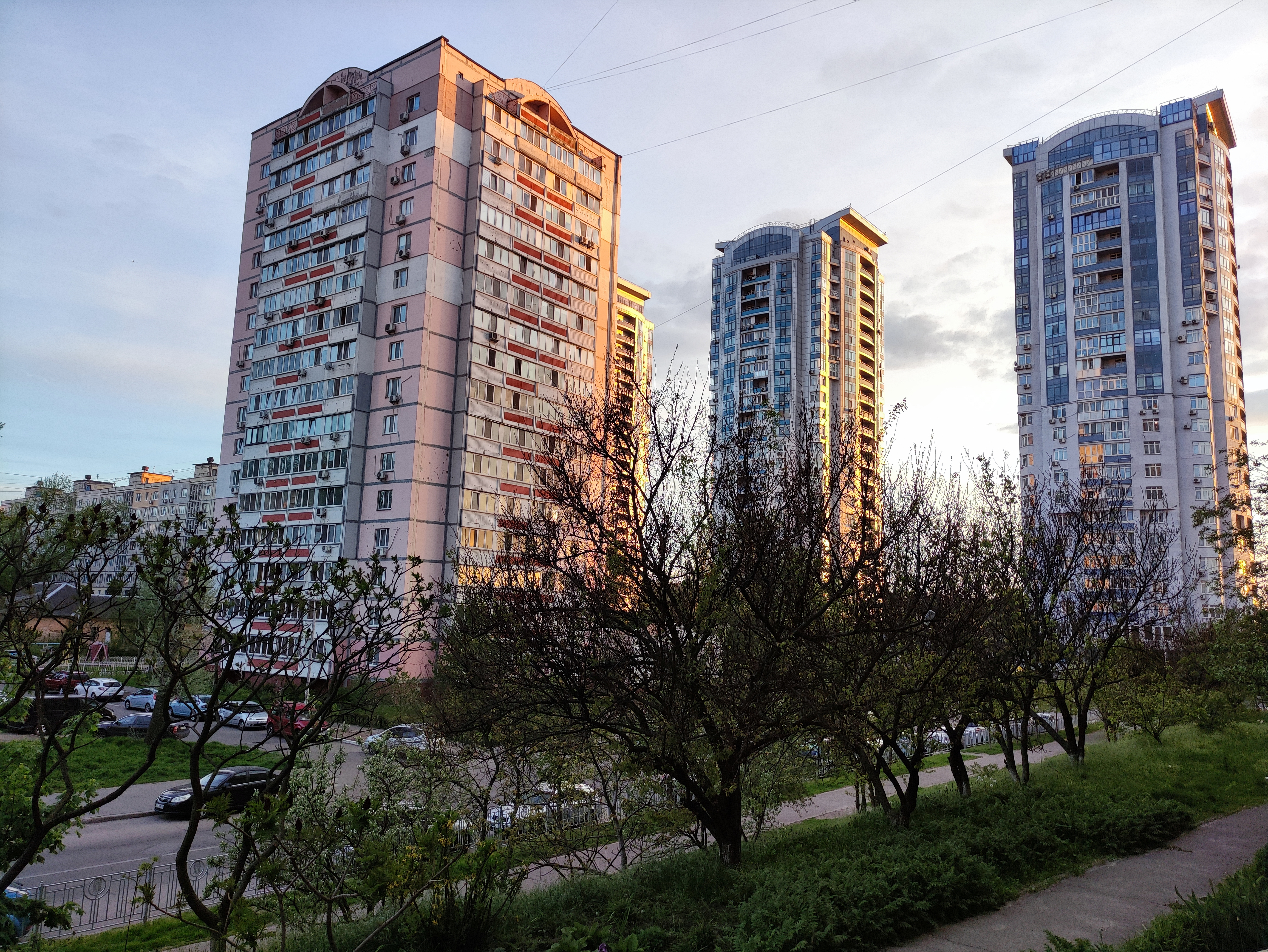
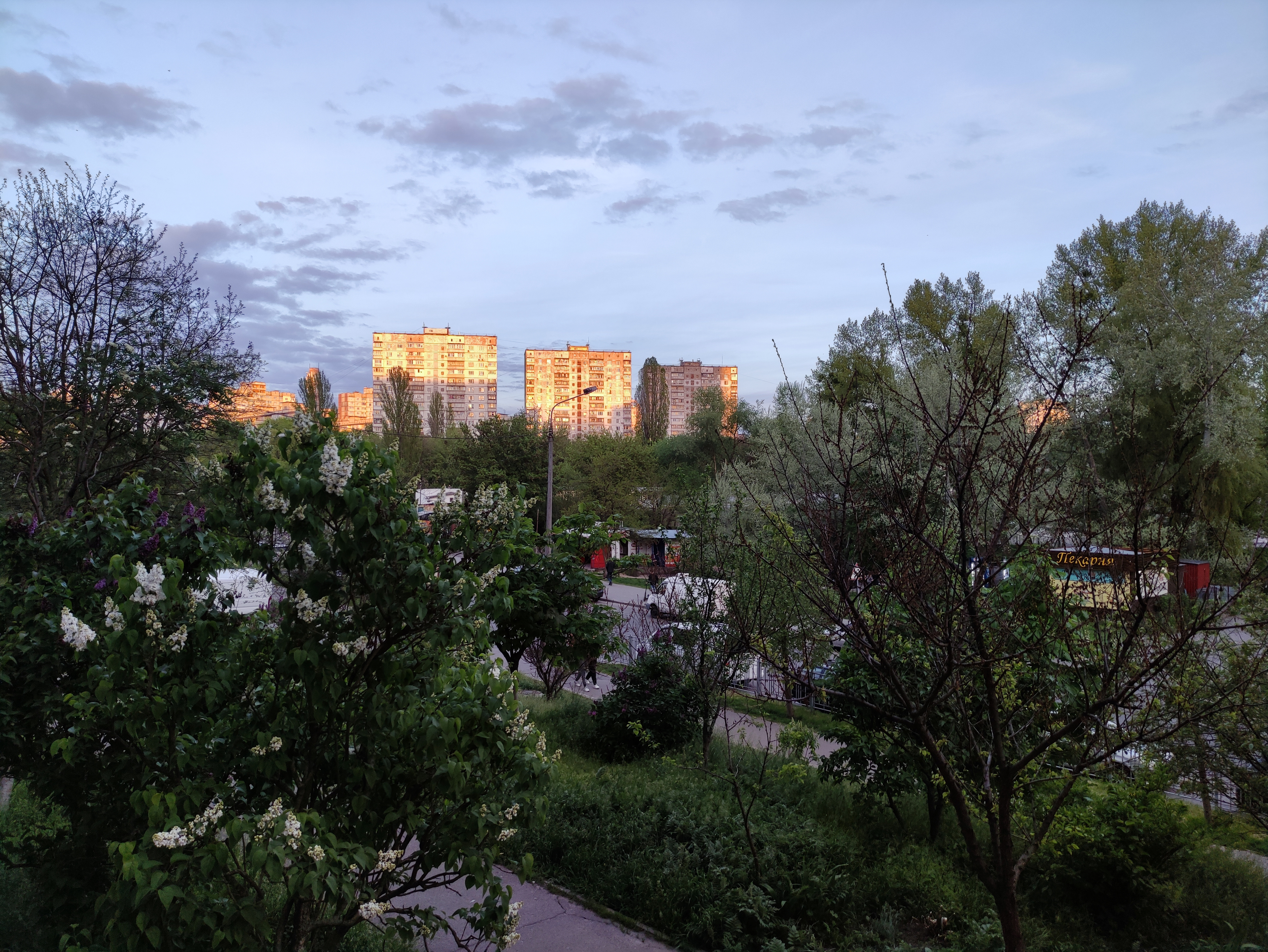